# Diphascon birklehofi
Diphascon birklehofi är en djurart som tillhör fylumet trögkrypare, och som beskrevs av Schuster 1999. Diphascon birklehofi ingår i släktet Diphascon och familjen Hypsibiidae. Inga underarter finns listade i Catalogue of Life.